# Šunskai
Šunskai is een plaats in de gemeente Marijampolė in het Litouwse district Marijampolė. De plaats telt 524 inwoners (2001).